# Elsdon
Pour les articles homonymes, voir Elsdon (homonymie).
Elsdon est une banlieue de la cité de Porirua située dans l’Île du Nord de la Nouvelle-Zélande

## Situation
Elsdon  est une banlieue localisée immédiatement à l’ouest du centre-ville de la cité de Porirua.
Sa zone industrielle, la plus large de la cité est connue pour abriter les fabriques de la compagnie de chocolat de la Nouvelle-Zélande: J.H. Whittaker & Sons, Ltd (en); construite en 1969, qui restent la seule compagnie sur le site de production à ce jour .

## Toponymie
La zone fut nommée d’après Elsdon Best (en), un historien, qui étudiait les sites archéologiques dans le secteur .

## Démographie
Elsdon est combiné avec la banlieue voisine de Takapūwāhia pour des raisons statistiques.
La zone statistique de « Elsdon-Takapuwahia » couvre 10,30 km2 et comprend aussi la zone rurale la plus large dite de « Colonial Knob » vers l’ouest.
Elle a une population estimée de 2 520 habitants en juin 2020 avec une densité de la population est de 224,4 habitants au km2 .
Le secteur d’Elsdon-Takapuwahia avait une population de 2 418 habitants lors du recensement de 2018 en Nouvelle-Zélande, en augmentation de 261 personnes (soit 12,1 %)  depuis le recensement de 2013 en Nouvelle-Zélande et une augmentation de 201 personnes(9,1 %) depuis le  recensement de 2006 en Nouvelle-Zélande .
Il y avait 696 foyers.
On compte 1 194 hommes et 1 224 femmes, donnant un sexe-ratio de 0,98 homme pour une femme.
L’âge médian était de 31,1 ans (comparé avec les 37,4 ans au niveau national ), avec 603 personnes (24,9 %) âgées de moins de 15 ans, 582 personnes (24,1 %) âgées de 15 à 29 ans, 996 personnes (41,2 %) âgées de 30 à 64 ans, et  240 personnes (9,9 %) âgées de 65 ou plus.
La proportion des personnes nées outre-mer était de 18,5 %, comparée avec les 27,1 % au niveau national.
Bien que certaines personnes refusent à donner leur religion, 41,7 % n’avaient aucune religion, 44,3 % étaient chrétiens, 1,9 % étaient hindouistes, 0,5 % étaient musulmans, 0,6 % étaient bouddhistes et 4,0 % avaient une autre religion.
Parmi ceux d’au moins 15 ans d’âge : 267 personnes (soit 14,7 %) avaient une licence ou un degré supérieur et 399 personnes (soit 22,0 %) n’avaient aucune qualification formelle.
Le statut d’emploi de ceux de plus de 15 ans était pour 849 personnes (soit 46,8 %) employés à plein temps, 243 personnes (soit 13,4 %)  étaient employés à temps partiel et 135 personnes (soit 7,4 %) étaient sans emploi.
Le recensement révélait une tendance numérique dans le secteur, qui différait de celui de l’ensemble de la Nouvelle-Zélande.
Au point de vue ethnique, les statistiques du secteur montraient la présence de 52,9 % de Māoris, et seulement 47,8 % d’Européens, 28,7 % de personnes originaires du Pacifique, 10 %  d’Asiatiques, 0,7 % MELAA, et 0.,6 % d’autres ethnies.
Pendant ce temps la Nouvelle-Zélande dans son ensemble est formée de 70,2 % d’Européens et seulement de 16,5 % de Māoris.
D’autres différences comprennent une proportion plus importante de population qui se dit chrétienne (44,3 % dans cette zone comparée aux 36,5 % au niveau national) et un revenu moyen plus faible de (25,700 $ dans le secteur, comparé aux 31,800 $ constatés au niveau national).

## Éducation
- L’école de Porirua School, une école primaire, mixte, d’État, allant des niveaux 1 à 6, qui est localisée dans la banlieue d’Elsdon[6]. L’effectif était de  129 élèves en juin 2020

- L’école OneSchool Global est une école mixte, privée, composite, allant des années 1 à 13, avec différents sites internationaux, qui a un campus dans la banlieue d'Eldson[7],[8].

- Pour les écoles supérieures, les élèves vivant dans la banlieue d'Elsdon sont sectorisés pour ce qui concerne les écoles secondaires publiques  dans  collège Mana (en) dans la banlieue de Takapūwāhia[9].